# Viola Alberti

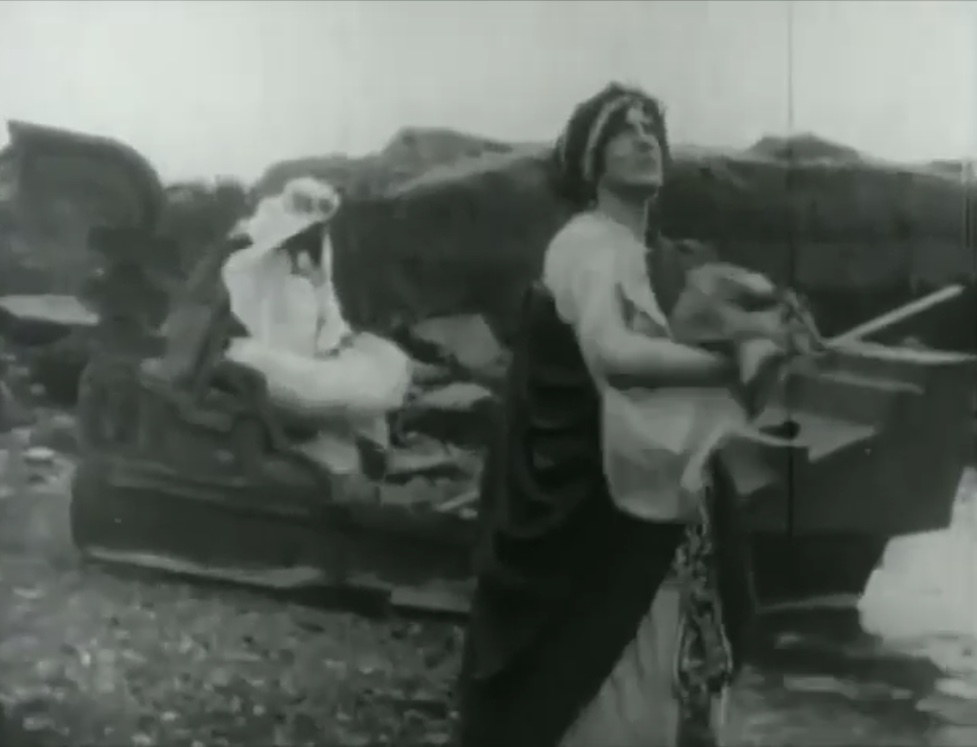
Viola Alberti como Amenartas en She (1911)

Viola Alberti (10 de julio de 1871-8 de mayo de 1957) fue una actriz de cine mudo estadounidense conocida por ser la primera actriz que interpretó a Betsey Trotwood en el cine - especialmente en David Copperfield (1911).

## Primeros años
Nació en Lewistown en Pensilvania como Mary Viola Alberti, hija de Susan Ann, de soltera Sills, (1839-1910) y George Wetheholt Alberti (1839-1904), un editor. Se educó en las escuelas públicas de San Francisco y al salir de la escuela comenzó una carrera teatral durante cinco años. Estuvo casada con el actor y director de cine George O. Nicholls desde 1896 hasta su muerte y apareció en muchas de sus primeras películas. Con él tuvo un hijo, el director de cine George Nicholls Jr., y después de su nacimiento en 1897, dejó su carrera teatral para criarlo. Tras una prolífica carrera cinematográfica en la década de 1910, se retiró de la actuación en 1916. Muchas de sus películas se realizaron por Thanhouser Company.

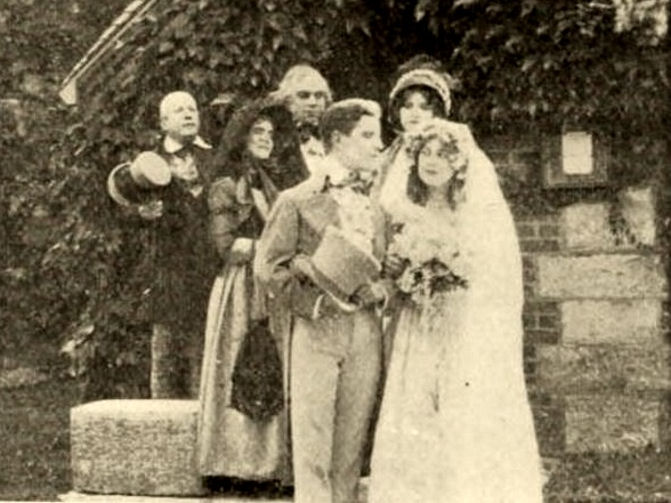
Viola Alberti (segunda por la izquierda) como Betsey Trotwood en David Copperfield (1911)

## Carrera
Sus papeles cinematográficos incluyen: La señora de la casa de huéspedes en On Her Wedding Day (1913);  Corella - la gitana en The Wine of Madness (1913); La chica gitana en The Girl and the Judge (1913); La madre de Dolores en Dolores' Decision (1913); Condesa Fosco en The Woman in White (1912); La chanoinesse en The Celebrated Case (1912); Mrs. Prim en Why Tom Signed the Pledge (1912); en Miss Arabella Snaith (1912); La esposa del árabe en Into the Desert (1912); Mary en The Taming of Mary (1912); La esposa en On Probation (1912); Amenartes, la hija de Pharaoh en She (1911), y Betsey Trotwood en David Copperfield (1911).
En 1913 Alberti era profesora de teatro y pantomima. Más tarde pasó a Selig Polyscope Company donde en 1915 escribió los escenarios y actuó en When Love Was Mocked y también actuó en The Print of the Nails (1915); interpretó a la líder de la sociedad en The Sculptor's Model (1915) y a la señora Brentwood en The Eternal Feminine (1915). El Studio Directory of Motion Picture News del 29 de enero de 1916 señalaba que estaba "ahora en libertad".

## Muerte
Murió en San Francisco en 1957 a los 85 años.